# ベストスポーツUSA
ベストスポーツUSA（ -ユーエスエイ）は、NHK衛星第1テレビジョンとNHKデジタル衛星ハイビジョンで2006年4月から2008年2月まで毎月1回で放映されたスポーツ情報番組である。

## 概要
2007年3月は放送が無かった。原則として毎月1回深夜に放映された。初回はBShiで土曜日深夜、再放送はBS1で日曜日か月曜日の深夜にあった。
アメリカ合衆国の3大国技といわれる野球（メジャーリーグベースボール）、バスケットボール（NBA）、アメリカンフットボール（NFL）につき、毎月行われたそれぞれの試合について映像資料やスポーツライターの生島淳と與芝由三栄（NHKアナウンサー）の解説、視聴者のリクエストなどを交えて紹介した。